# Peter Smit (sporter)
Peter Smit (Dordrecht, 24 december 1961 – Rotterdam, 15 augustus 2005), bijgenaamd The Hurricane, was een Nederlands kyokushinkai-karateka en kick- en thaibokser.

## Levensloop
Zijn eerste internationale toernooi was het Open Ocean Pacific Kyokushinkai-kampioenschap 1985 te Hawaï. Smit verdiende hier zijn bijnaam 'Hurricane' door als een wervelwind kampioen te worden op zijn debuuttoernooi. Hij won, schijnbaar eenvoudig, van zes tegenstanders op één dag.
Een ander hoogtepunt was zijn gevecht tegen Hiroki Kurosawa tijdens de Open Wereldkampioenschappen Kyokushinkai in 1987 in de Japanse hoofdstad Tokio. Vanwege een discutabele scheidsrechtersbeslissing verloor Smit dit gevecht na drie verlengingen. Het gevecht staat bekend als een van de toonbeelden van 'Kyokushinkai Fighting Spirit'.
In zijn gevecht tegen Changpuak Kiatsongrit in het Lumpini Stadium te Bangkok (Thailand) slaagde Smit er als eerste in de geschiedenis in om een Thaise kampioen voor eigen publiek op knock-out te verslaan (in de tweede ronde). Smit werd hiermee wereldkampioen thaiboksen.
Zijn gevecht tegen kickbokslegende Rob Kaman in Tokio won Smit in de 10e ronde op knock-out. Kaman werd op dat moment onoverwinnelijk geacht. Smit zelf beschouwde deze winst als het hoogtepunt van zijn hele carrière.
Smit vestigde zich, onder begeleiding van Jan Vleesenbeek, als topvechter in drie van de hardste sporten ter wereld. Een chronische enkelblessure ten gevolge van een aanrijding maakte vroegtijdig een einde aan zijn wedstrijdcarrière.
Smit werd op 15 augustus 2005 in Rotterdam doodgeschoten.

## Erelijst
- Wereldkampioen Kickboksen WKA lightheavyweight 1990
- Wereldkampioen Muay Thai IMF 1990
- Europees kampioen Kickboksen WKA lightheavyweight 1990
- Europese kampioenschappen kyokushin-karate lichtgewicht 1987
- 2 keer Nederlands kampioen Kyokushin Karate lightheavyweight 1985 en 1986
- Ocean Pacific kampioen Kyokushin Karate 1985